# Sept minutes au paradis
 (mars 2019).
Sept minutes au paradis (7 Minutes in Heaven en anglais) est un jeu d'ambiance pratiqué par les adolescents américains.
Le jeu serait apparu dans la ville de Cincinnati au début des années 1950.

## Règles
Deux personnes sont choisies pour s'enfermer ensemble dans un placard ou un autre espace clos sombre et y faire ce qu'elles veulent pendant sept minutes. Il est courant de s'y embrasser, de se peloter et même d'avoir des relations sexuelles... Mais les participants peuvent aussi choisir de simplement se parler, se livrer à une activité plus calme, ou tout simplement ne rien faire du tout et attendre que le chrono expire,.
Les participants peuvent être sélectionnés par différentes méthodes, telles que le jeu de la bouteille ou le tirage au sort.